# NGC 474
NGC 474 је лентикуларна галаксија у сазвежђу Рибе која се налази на NGC листи објеката дубоког неба.
Деклинација објекта је + 3° 24' 58" а ректасцензија 1h 20m 6,7s. Привидна величина (магнитуда) објекта NGC 474 износи 11,3 а фотографска магнитуда 12,3. Налази се на удаљености од 32,5000 милиона парсека од Сунца. NGC 474 је још познат и под ознакама UGC 864, MCG 0-4-85, CGCG 385-71, ARP 227, PGC 4801.